# دسک (مجارستان)
دسک (به مجاری:  Deszk) یک منطقهٔ مسکونی در مجارستان است که در ناحیه سگد واقع شده‌است. دسک ۵۲٫۰۵ کیلومتر مربع مساحت و ۴٬۰۴۸ نفر جمعیت دارد.